# Götz Piprek
 Götz Piprek (* 24. November 1926 in Stöblau, Oberschlesien; † 18. März 2025) war ein deutscher Tierarzt und Politiker (SPD). Von 1990 bis 1994 war er Abgeordneter des brandenburgischen Landtags.

## Leben und Beruf
Piprek besuchte die Oberschule. 1943 musste er seine Schullaufbahn unterbrechen, da er zum Luftwaffenhelfer berufen wurde. Im Jahr darauf schloss er sich dem Reichsarbeitsdienst und der Wehrmacht an. 1945 geriet er in französische Kriegsgefangenschaft, aus dieser wurde er im Oktober 1948 entlassen. 1949 schloss er seine Schullaufbahn mit dem Abitur ab.
Von 1950 bis 1955 studierte Piprek Veterinärmedizin an der Humboldt-Universität Berlin. Nach Abschluss des Studiums war er als Tierarzt tätig, zunächst mit einer eigenen Praxis. Von 1959 bis 1990 arbeitete er im staatlichen Veterinärwesen. Von 1957 bis 1987 war er zudem als Lehrtierarzt tätig, daneben fungierte er von 1972 bis 1983 als Leiter der tierärztlichen Gemeinschaftspraxen.
1980 wurde er zum Veterinärrat ernannt. Er gehörte dem FDGB (seit 1949) und dem Kulturbund (seit 1969) an.

## Politik
1990 war Piprek Mitbegründer des SPD-Ortsverbands Seelow. Dort war er Stadtverordneter und Fraktionsvorsitzender der SPD, außerdem gehörte er dem Kreistag des Landkreises Seelow an.
Bei der Landtagswahl 1990 wurde er im Wahlkreis Seelow – Strausberg II direkt in den Landtag gewählt. 1992 war er Vorsitzender des Verfassungsausschusses II. Nach der Wahl 1994 schied er aus dem Landtag aus.